# Marcel Jaurant-Singer
Marcel Jaurant-Singer, né le 27 mai 1921 à Neuilly-sur-Seine et mort le 28 décembre 2022 à Plaisir, est pendant la Seconde Guerre mondiale, un agent secret français du Special Operations Executive parachuté en mars 1944 pour devenir opérateur radio, puis chef-adjoint, du réseau MASON de Jean-Marie Régnier « Porthos », dans la région de Chalon-sur-Saône. Il forme plusieurs opérateurs radio et participe à la guérilla lors de la Libération, à la tête d’un groupe de plus de 300 maquisards du maquis de Cruchaud.

## Biographie

### Premières années
Marcel Jaurant-Singer naît le 27 mai 1921 à Neuilly-sur-Seine, de Marcel Singer et Marie Jaurant, en famille Juif.
À partir de la rentrée scolaire de 1937, il vit à Passy, avec sa mère, dans un immeuble situé en haut d'une des petites rues qui débouchent sur les quais, non loin du pont qui porte, maintenant, le nom de Bir-Hakeim. En 1939, les classes préparatoires ayant été évacuées de Paris, il entre au lycée de Coutances. Sa mère et lui s'installent à Coutainville, sur la côte. Et dès l'été 1940, n'acceptant pas la capitulation, il tente, avec quelques camarades, d'embarquer à Blainville-sur-Mer, non loin de là, pour gagner Jersey qui est juste en face. Mais cette tentative échoue : arrêtés par les Allemands, ils sont astreints à résidence et contraints d'effectuer des travaux de déblaiement sous surveillance militaire.
Libéré pour la rentrée de 1940, il regagne Paris. Son père, qui manifeste clairement son opposition au régime de Vichy, est arrêté à la fin d'octobre et interné à Pellevoisin puis à Vals, d'où, ayant fait une grève de la faim, il est libéré en mars 1941 pour être placé en résidence forcée à Lyon. Là, très rapidement, il aura des contacts avec la Résistance naissante, puis avec les premiers agents venus d'Angleterre. Jaurant-Singer est ainsi amené à faire de fréquents déplacements entre Paris et Lyon et, grâce à son père, commence lui aussi dans la Résistance en portant des messages, puis des publications, lorsqu'elles paraissent, entre les deux villes : ainsi le Courrier du Témoignage Chrétien du RP Chaillet et La France Intérieure de Georges Oudard. Il est agent P1 en juin 1942, puis P2 l'année suivante.
Le 14 juillet 1943, Marcel Jaurant-Singer quitte Lyon pour Londres en utilisant le réseau d'évasion VIC basé à Lyon. Les passeurs qui l'accompagnent se font arrêter par la Gestapo, forçant le petit groupe à se disperser. Il rentre alors à Lyon et se rend quinze jours chez le RP Chaillet à Saint-Julien-de-Raz dans le Dauphiné. Puis le 2 août, la deuxième tentative réussit, et il part pour Perpignan (où il rencontre Jean-Marie Régnier, son futur chef de réseau, avec lequel il poursuit le voyage), l'Espagne, Gibraltar (d'où il prend l'avion pour Bristol dans la nuit du 21 au 22 août 1943) et Londres (où il arrive le 24). Il est interrogé quelques jours par le MI5 à Patriotic School, d'où il sort le 28.

### Agent du SOE
Marcel Jaurant-Singer rejoint le service qui l'attend : c'est la section F du SOE. Il est envoyé à l’entraînement en prévision de missions clandestines. Les responsables des premières écoles d’entraînement par lesquelles il passe l’affectent à l’emploi d’opérateur radio, en raison de l’urgence des besoins sur le terrain à cette époque (automne 1943). Après un bref séjour à Wimslow, à Fulshaw Hall (STS 51b) où il se prépare au saut en parachute, il passe trois mois à Thame Park (STS 52) : deux mois à apprendre le morse, la manipulation, l’écoute, la procédure et le codage, d’abord au sein d’une petite équipe puis, pratiquement, en cours particuliers accélérés ; deux exercices d’une semaine chacun, ensuite, l’un à Newcastle, l’autre à Kilmarnock, en Écosse, pour mettre en pratique ses nouvelles connaissances ; enfin, l’urgence étant de plus en plus manifeste, un départ assez précipité. 
Dans la nuit du 2 au 3 mars 1944, il est parachuté près du barrage de La Tache, près de Renaison, dans la région de Roanne, en compagnie de Jean-Marie Régnier « Porthos », chef du réseau MASON. Ils sont accueillis par Robert Lyon, chef du réseau Calvert/ACOLYTE. Deux semaines plus tard, il est à pied d’œuvre dans la région chalonnaise.
Dès la mi-avril, les parachutages apportent de quoi équiper d’autres stations, la plupart situées de telle manière que toute arrivée suspecte peut être détectée et signalée à temps, toutes, en tout cas, isolées ou, au moins, à l’écart de la localité sur le territoire de laquelle elles se trouvent. rapidement, il en installe sept, de manière à pouvoir opérer à tout moment de l’une ou de l’autre, en évitant d’émettre deux fois de suite de la même. Voici les endroits :
- la maison d'Alexandre et Claire Parise, à Bissey-sous-Cruchaud ;
- le bureau du cadastre à Burnand (Saône-et-Loire), antenne jetée sur les classeurs, dans la mairie, au sommet de la colline qui sépare les deux agglomérations qui forment la commune ;
- la maison de François Vion, alors tout à fait isolée, dominant Chagny, à l’entrée de la commune en venant de Chalon, avec, comme antenne, l’un des fils électriques, préalablement isolé, reliant l’habitation aux granges (25 mètres d’antenne, sans obstacle alentour ; une puissance d’émission telle que Londres pourra le croire entre les mains des Allemands) ;
- le grenier de l’habitation de Louis Lapalus, électricien-garagiste près de la gare de Charolles ;
- la menuiserie de Joseph Corlin, à Saint-Rémy (Saône-et-Loire), où étaient fabriquées des cuisines de conception très moderne ;
- la petite usine de Paul Bureau, à Corpeau (Côte-d'Or).

Pour tromper la détection, il ne reste jamais plus de 25 minutes dans la même station, ce qui ponctue ses journées de nombreux déplacements à bicyclette. Et, dans chaque station, il change fréquemment de longueur d'onde, disposant de cinq, puis de dix, fréquences.
Bientôt il a des élèves : le premier, Raymond Montangerand, jeune résistant actif depuis plus d’un an, a la malchance de se faire prendre alors qu’il rend visite à sa famille ; suivent sept autres qui, eux, sortent d’un Groupement de contrôle radioélectrique où, grâce à son père, Jaurant-Singer a pu les approcher. Ce sont de vrais professionnels, auxquels Jaurant-Singer n’a à apporter que la connaissance de son matériel (dont la simplicité et les performances les étonnent presque autant que le pittoresque des lieux de travail) et celle des procédures et du codage. Jaurant-Singer les prépare en quelques semaines et, de sa station de Chagny, les fait homologuer par Londres :
- le premier, Martial Durand, arrive début juin, remplace dès lors Jaurant-Singer comme radio du réseau Porthos-MASON et gère le plan radio "Tailcoat" du réseau ;
- d’autres, arrivent peu avant fin juin (Christian Regin, Gabriel Orgeret, Bonnet, Raymond Montangerand...) ; cinq d'entre eux sont affectés à des réseaux voisins : deux au réseau NEWSAGENT de Joseph Marchand « Ange » ; un au réseau Tiburce-DITCHER d’Albert Browne-Bartroli « Tiburce », un au réseau Jean-Marie-DONKEYMAN d'Henri Frager et un au réseau Calvert-ACOLYTE de Robert Lyon « Adrien » ;
- le septième, Armand Bouvier « Tactful », accompagne dans l’est le Dr Albert Woerther « Justin », chef du réseau WOODCUTTER, qui arrive mi-juillet, en étant réceptionné par Marcel Jaurant-Singer sur un terrain proche de La Rochepot (l'équipe de Chagny, dénoncée, manque de peu l'arrestation ; les épouses des deux responsables locaux sont prises et déportées – elles reviendront ; la maison et l'usine de l'un d'eux sont détruites).

Le matin du Jour J (6 juin), il est réveillé, parce qu'il est le seul officier parachuté dans la région, par des gens qui tout d’un coup se sont mobilisés, alors que les instructions sont différentes : « Armand, les hommes vous attendent. » Et il se trouve à la tête de plus de 300 hommes, qu’il faut bien suivre, mais en même temps entraîner, 300 hommes qui veulent faire quelque chose, donc 300 hommes qu’il faut armer, mais qu’il faut aussi encadrer et former. Armer, il a le nécessaire, grâce aux approvisionnements. Mais les encadrer, les former, en faire des militaires ou en faire des gens qui soient capables de mener des guérillas, il s'en estime certainement incapable. Appelant Londres, il explique la situation et demande qu'on lui envoie des cadres. Londres – nous sommes le 7 ou le 8 juin – a, évidemment, d’autres chats à fouetter, ce qui le laisse devant son problème. Heureusement, au sud de la région dans laquelle il opère, il y a des réseaux beaucoup plus importants, et non seulement des réseaux du SOE, mais des formations importantes de l’Armée secrète et des Francs-tireurs et partisans[Information douteuse]. Il serait donc possible d’y intégrer les hommes dans des formations beaucoup plus solides et qui ont la chance de recevoir à ce moment-là, envoyés de Londres, des officiers capables de faire l’instruction, ce qu'il ignore. Sachant simplement qu’il y a du monde dans le sud du département, il décide de faire faire mouvement à sa troupe. Et là, il s'est trouvé à devoir résoudre le problème du cheminement, pour déplacer plus de 300 hommes sans se faire repérer. Il envoie donc d’abord prévenir les formations en question, dans le sud ; et pour cela il forme une patrouille d'éclaireurs, commandée par le chef de la Résistance du canton, assisté d'un jeune ingénieur de l'Institut Géographique National, et qui part, dans la soirée du 11 juin, en suivant un tracé correspondant au GR d'aujourd'hui, tandis que Jaurant-Singer suivra, avec le gros de la formation, un chemin beaucoup plus long et beaucoup plus compliqué, mais qu'il estime beaucoup plus sûr. La patrouille a un accident : l’un des officiers trébuche dans un sentier, tombe, et comme il porte son pistolet armé, le coup part, et il est blessé. L'homme qui le précède ou celui qui le suit est également atteint. Deux blessés, des soins sont indispensables. Ils vont dans un petit hameau où se trouvent des contacts et où ils sont fort bien reçus. Au petit matin du 12 juin 1944, le médecin, bien connu des résistants qu'il aide de son mieux, arrive, soigne et fait les pansements nécessaires ; après quoi il part d'un côté et ... les Allemands arrivent de l'autre. Ils font prisonniers les gars, arrêtent le monsieur qu’on appelle le châtelain parce que sa propriété est une belle propriété à côté des fermes, le commis du châtelain et l’une des fermières. Et les neuf plus les trois sont exécutés. Après quoi les Allemands brûlent le village sans qu'il reste rien. Jaurant-Singer est au large, à cinq ou six kilomètres de là, avec des garçons pas formés, et il se trouve devant le dilemme : que faire ?  Finalement, après une nuit, il décide de renvoyer les gens chez eux. Il leur demande de reprendre, pour un temps, la vie courante, de façon que les Allemands ne trouvent pas un prétexte quelconque pour en tuer d’autres. Et ça marche : quand, le mois suivant, ils sont à même d’entreprendre une formation véritable et de monter un bataillon solide, ils sont tous là. Ils avaient enterré les armes. Ils les reprennent.
Il conduit ensuite quelques opérations de sabotage dans le secteur de Chagny (déversement d'un bief du canal sur la gare de Chagny, coupures répétées du câble téléphonique reliant Dijon à Lyon). Fin juillet, il rejoint Saint-Gengoux-le-National et y participe à la mise sur pied du bataillon FFI.
Le 4 septembre 1944, il participe à la bataille de Sennecey-le-Grand, qui facilite la libération de Chalon-sur-Saône le lendemain.

### Après la guerre
Le 13 septembre 1944, Marcel Jaurant-Singer rentre à Londres en avion avec Jean-Marie Régnier. Il passe alors du SOE britannique au BRAL (Bureau de renseignements et d'action de Londres) français, antenne du BCRA restée en Grande-Bretagne. Enfin il intègre la DGER, puis la DST pendant huit mois, et retourne à la DGER.
Il est démobilisé en décembre 1945. Reprenant ses études en 1946-1947, il passe un certificat de Maths géné et obtient deux DES de droit (Économie politique et Droit public). Il entame une carrière de haut fonctionnaire. Il prend sa retraite en 1981. Fin 2009, il est élu président de la Fédération Nationale Libre Résistance — une association qui réunit les anciens agents de la section F du SOE — et le reste jusqu'au 19 mars 2011. Il reprend la présidence à l'automne 2014, lorsque Bob Maloubier, qui lui a succédé, épuisé par son combat contre la maladie qui va l'emporter, refuse le renouvellement de son mandat.

## Identités
- État civil : Marcel, André, Louis Jaurant, dit Jaurant-Singer
- Comme agent du SOE, section F :
  - Nom de guerre (field name) : « Flavian »
  - Nom de code opérationnel : SHAREHOLDER (en français ACTIONNAIRE)
  - Nom de code du Plan pour la centrale radio : TAILCOAT (en français HABIT)
  - Papiers d’identité : 1.— (papiers donnés au départ) [?] ; 2.— (papiers établis en mission) carte établie le 3 mars 1943 : Louis Marie Jaubert, né le 7 avril 1917 à Neuilly-sur-Seine, expert-comptable.
  - Pseudo (pour les résistants locaux) : Armand

Parcours militaire : SOE, section F ; grade : captain.

## Famille
- Son père : Marcel Singer (1885-janvier 1945). Affecté dès la déclaration de guerre à la censure des journaux financiers et des périodiques. En septembre 1940, considéré comme « individu dangereux pour la sécurité publique et la sûreté de l'État », il est arrêté et interné, à Pellevoisin, puis à Vals-les-Bains et à Aubenas. Libéré en mars 1941, il est placé en résidence surveillée à Lyon, dans un hôtel situé place Perrache.
- Sa mère : Marie Jaurant (1892-1959), d’une famille de la région d’Éguzon/Crozant, à la limite de l’Indre et de la Creuse. Sous le pseudo de « Germaine », elle devient en juin 1943 agent P2 du réseau d'évasion VIC[9].
- Un frère : Armand (1923-1937).

## Distinctions

### Décorations
- Royaume-Uni : Membre de l’Ordre de l’Empire britannique (MBE)
- France : Officier de la Légion d'honneur, Croix de guerre 1939-1945, médaille de la Résistance avec rosette, médaille des évadés
- Allemagne : Officier de l'Ordre du Mérite de la République fédérale d'Allemagne.

### Monument
- À Neuilly (commune de Cersot), un monument rend hommage aux victimes du drame du 12 juin, à l’emplacement même des exécutions. Il a été érigé  en 1945. Chaque année, en juin, la commémoration du drame de Neuilly réunit, au pied du monument et à l’heure (11 heures) où ces exécutions ont commencé, les municipalités des communes plus spécialement concernées (Cersot, Buxy, Sassangy), la population locale, les représentants des associations régionales d’anciens combattants et Marcel Jaurant-Singer.

## Sources et liens externes
- Mémoire et Espoirs de la Résistance
- Fiche Marcel Jaurant-Singer : voir le site Special Forces Roll of Honour.
- Libre Résistance, bulletin d’information et de liaison, anciens des Réseaux de la Section F du S.O.E. (Special Operations Executive), Amicale BUCK : numéro 3, avril 2001, p. 3-4 ; numéro 6, avril 2002, p. 5 ; numéro 14, 2e trimestre 2005, p. 3
- Michael R. D. Foot, Des Anglais dans la Résistance. Le Service Secret Britannique d'Action (SOE) en France 1940-1944, annot. Jean-Louis Crémieux-Brilhac, Tallandier, 2008,  (ISBN 978-2-84734-329-8) /  (EAN 9782847343298). Traduction en français par Rachel Bouyssou de (en) SOE in France. An account of the Work of the British Special Operations Executive in France, 1940-1944, London, Her Majesty's Stationery Office, 1966, 1968 ; Whitehall History Publishing, in association with Frank Cass, 2004.Ce livre présente la version « officielle » britannique de l’histoire du SOE en France. Une référence essentielle sur le sujet du SOE en France.
- Lt. Col. E.G. Boxshall, Chronology of SOE operations with the resistance in France during world war II, 1960, document dactylographié (exemplaire en provenance de la bibliothèque de Pearl Witherington-Cornioley, consultable à la bibliothèque de Valençay). Voir sheet 50, MASON CIRCUIT.
- Fiche Marcel Jaurant-Singer sur le site Mémoire et Espoirs de la Résistance
- André Jeannet, Mémorial de la Résistance en Saône-et-Loire. Biographie des Résistants, préface de Robert Guyon, postface de Simone Mariotte, JPM Éditions, 2005,  (ISBN 2-84786-037-1), p. 216-218.
- Thomas Rabino (propos recueillis par), Marcel Jaurant-Singer [un Français au service secret de Sa Majesté], interview in « Histoire(s) de la Dernière Guerre », no 17, mars-avril 2012, rubrique « Passeur d'Histoire », p. 4-7.